# Museu Arqueològic de Llíria
El Museu Arqueològic de Llíria (també conegut pel seu acrònim, MALL) es va fundar el 1997 a la zona més elevada de la Vila Vella de Llíria (Camp de Túria, País Valencià), sobre les ruïnes de l'antiga alcassaba islàmica i el castell cristià medieval. L'edifici contemporani que alberga el museu és obra dels arquitectes Gemma Casany i Ignacio Docavo. El projecte s'ha adaptat als elements de l'antiga fortificació, recuperant els seus elements i respectant l'església de la Sang o de Santa Maria, monument nacional.
El museu s'encarrega de la conservació, protecció i difusió del conjunt de peces arqueològiques que es recuperen en les intervencions arqueològiques realitzades al Camp de Túria, amb la finalitat de recuperar el passat històric de Llíria i la comarca. És per això que actualment està desenvolupant projectes de recerca arqueològica sobre els principals conjunts arqueològics visitables, integrats en la trama urbana de la ciutat com són: el Santuari i Termes de Mura, els Mausoleus romans o els banys àrabs, entre d'altres.

## Exposició

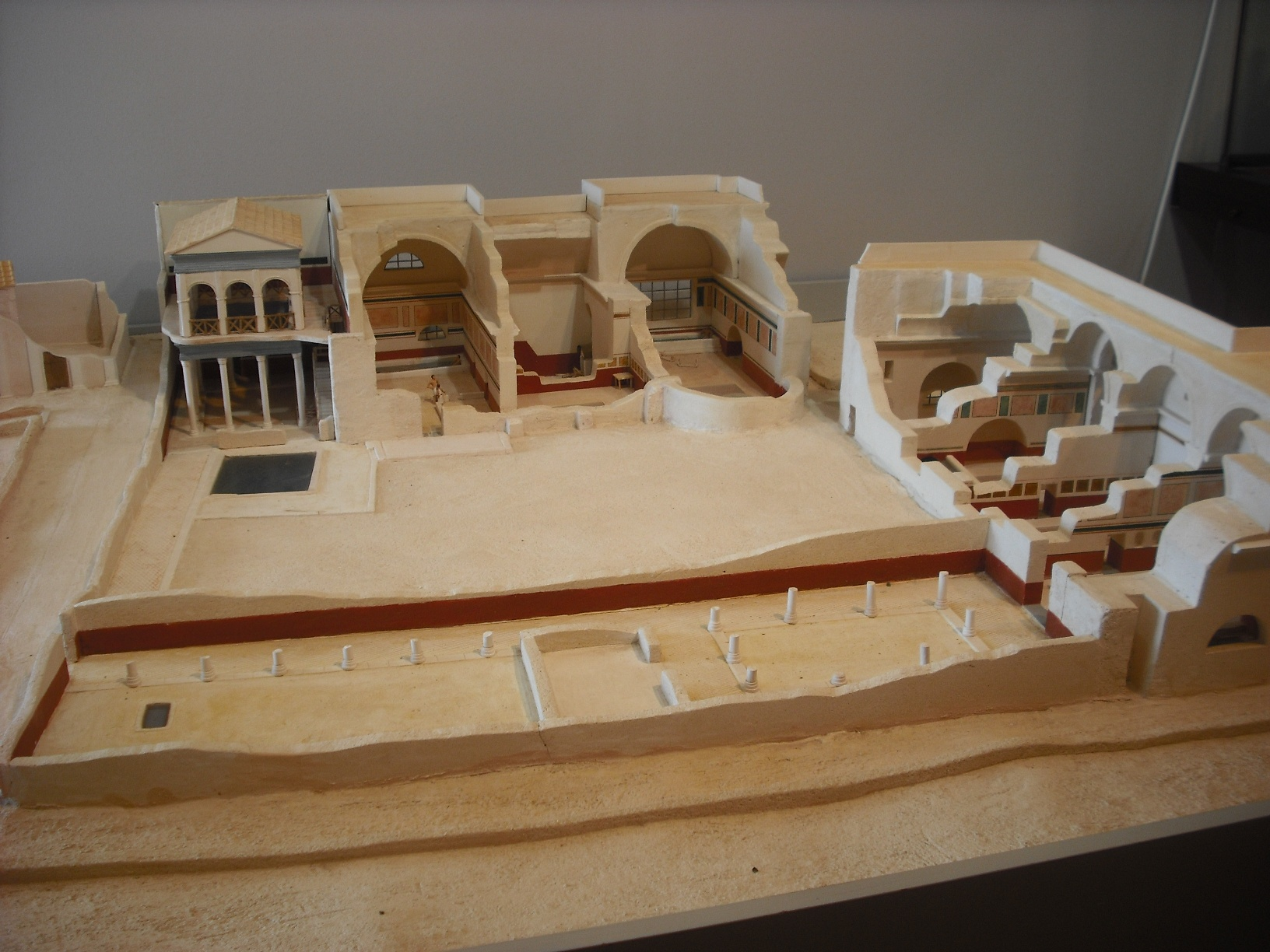
Reconstrucció de las Termes de Mura situada al Museu Arqueològic de Llíria.

L'exposició queda articulada en dues plantes que comprenen des de l'època ibèrica fins a l'actual.
1. Galeria epigràfica.
2. Sala època ibérica.
3. Sala època romana 1a.
4. Sala època romana 2a
5. Sala època medieval
6. Sala audiovisual.

La primera sala està dedicada al món medieval. Exposa un conjunt d'objectes de ceràmica dels segles xiv i xv i un joc litúrgic de calze i canadelles de vidre del segle xiv. En aquesta sala destaquen, sobretot, dues pintures sobre taula procedents de l'església de la Sang: d'una banda, una taula pertanyent a l'enteixinat mudèjar (segle xiii), amb representacions figurades i escenes mitològiques, i de l'altra, cinc taules originals del retaule de Sant Pere Apòstol i de Sant Pere de Verona d'estil gòtic internacional (segles xiv i xv).
La segona sala està dedicada al món dels ibers. Exposa un conjunt de ceràmica procedent de les excavacions realitzades en els poblats del Tossal de Sant Miquel (antiga Edeta) i de la Mont-ravana. D'aquest conjunt destaquen els gots amb decoració epigràfica i figurada. La sala exposa també l'escultura d'un bou que per als ibers simbolitzava el guardià dels morts.
La primera planta està dedicada íntegrament a l'època romana. Exposa materials i recrea antics edificis pertanyents a la ciutat romana d'Edeta. En aquesta planta, hi ha la tercera sala que mostra una àmplia representació d'un dels tresors de denaris més important de tota la Hispània romana, les monedes (6000 denaris de plata de l'època imperial) estan ordenades per ordre cronològic.
Un petit corredor que dona pas a la quarta sala, exposa els gravats del temple de les Nimfes que va realitzar l'historiador francès Laborde.
La quarta sala recrea a mida real un thermopolium, una mena de taverna romana en què se servia menjar i beguda. Exposa un ampli repertori de recipients ceràmics per a la cuina, la taula i l'emmagatzematge procedents de la ciutat romana. Aquesta sala exhibeix també una maqueta que recrea l'aspecte original del conjunt arquitectònic format pel Santuari Oracular i Termes Romanes de Mura.
A més de les sales d'exposició el museu també compta amb un soterrani on s'emmagatzemen els objectes recuperats que estan sent tractats o van a ser-ho. També a la part superior se situa una àmplia sala equipada amb ordinadors, escàners, bibliografia específica i el necessari per poder tractar i estudiar el material arqueològic recuperat.